# 34. Tony-gála
A 34. Tony-gála az 1979/1980-as szezon legjobb Broadway színházi alakításait értékelte. A díjátadót 1980. június 8-án tartották a New York-i Mark Hellinger Theatreben, a műsor házigazdái Mary Tyler Moore és Jason Robards voltak. A gálát az CBS televízióadó közvetítette élőben.

## Győztesek és jelöltek
A nyertesek félkövérrel jelölve.
| Legjobb színdarab | Legjobb musical |
| --- | --- |
| - Egy kisebb isten gyermekei – Mark Medoff - Hajlam – Martin Sherman - Home – Samm-Art Williams - Mint két tojás – Lanford Wilson | - Evita - A Day in Hollywood / A Night in the Ukraine - Barnum - Sugar Babies |
| Legjobb színdarab újra a színpadon | Legjobb szövegkönyv musicalben |
| - Morning's at Seven - Barbara őrnagy - Pán Péter - West Side Story | - Tim Rice – Evita - Dick Vosburgh – A Day in Hollywood / A Night in the Ukraine - Mark Bramble – Barnum - Ralph G. Allen, Harry Rigby – Sugar Babies                                                                  |
| Legjobb férfi főszereplő színdarabban | Legjobb női főszereplő színdarabban |
| - John Rubinstein – Egy kisebb isten gyermekei (James Leeds) - Charles Brown – Home (Cephus Miles) - Gerald Hiken – Strider (Strider) - Judd Hirsch – Mint két tojás (Matt Friedman)                                                                                    | - Phyllis Frelich – Egy kisebb isten gyermekei (Sarah Norman) - Blythe Danner – Árulás (Emma) - Maggie Smith – Night and Day (Ruth Carson) - Anne Twomey – A bolond (Claudia Draper)                                   |
| Legjobb férfi főszereplő musicalben | Legjobb női főszereplő musicalben |
| - Jim Dale – Barnum (P. T. Barnum) - Gregory Hines – Comin' Uptown (Scrooge) - Mickey Rooney – Sugar Babies (Mickey) - Giorgio Tozzi – The Most Happy Fella (Tony) | - Patti LuPone – Evita (Evita Perón) - Christine Andreas – Oklahoma (Laurey Williams) - Sandy Duncan – Pán Péter (Pán Péter) - Ann Miller – Sugar Babies (Ann)                                                         |
| Legjobb férfi mellékszereplő színdarabban | Legjobb női mellékszereplő színdarabban |
| - David Rounds – Morning's at Seven (Homer Bolton) - David Dukes – Hajlam (Horst) - George Hearn – Watch on the Rhine (Kurt Muller) - Earle Hyman – The Lady from Dubuque (Oscar) - Joseph Maher – Night and Day (Geoffrey Carson)                                      | - Dinah Manoff – I Ought to Be in Pictures (Libby Tucker) - Maureen Anderman – The Lady from Dubuque (Carol) - Pamela Burrell – Strider (További szereplők) - Lois de Banzie – Morning's at Seven (Myrtle Brown)       |
| Legjobb férfi mellékszereplő musicalben | Legjobb női mellékszereplő musicalben |
| - Mandy Patinkin – Evita (Che) - David Garrison – A Day in Hollywood / A Night in the Ukraine (Serge B. Samovar) - Harry Groener – Oklahoma (Will Parker) - Bob Gunton – Evita (Juan Domingo Perón)                                                                     | - Priscilla Lopez – A Day in Hollywood / A Night in the Ukraine (Gino/Usherette) - Debbie Allen – West Side Story (Anita) - Glenn Close – Barnum (Charity 'Chairy' Barnum) - Josie de Guzman – West Side Story (Maria) |
| Legjobb eredeti zene | Legjobb koreográfia |
| - Evita – Andrew Lloyd Webber (zene), Tim Rice (dalszöveg) - A Day in Hollywood / A Night in the Ukraine – Frank Lazarus (zene), Dick Vosburgh (dalszöveg) - Barnum – Cy Coleman (zene), Michael Stewart (dalszöveg) - Sugar Babies – Arthur Malvin (zene és dalszöveg) | - Tommy Tune, Thommie Walsh – A Day in Hollywood / A Night in the Ukraine - Ernest Flatt – Sugar Babies - Larry Fuller – Evita - Joe Layton – Barnum                                                                   |
| Legjobb színdarabrendező | Legjobb musicalrendező |
| - Vivian Matalon – Morning's at Seven - Gordon Davidson – Egy kisebb isten gyermekei - Peter Hall – Árulás - Marshall W. Mason – Mint két tojás | - Harold Prince – Evita - Ernest Flatt, Rudy Tronto – Sugar Babies - Joe Layton – Barnum - Tommy Tune – A Day in Hollywood / A Night in the Ukraine                                                                    |
| Legjobb díszlettervezés | Legjobb jelmeztervezés |
| - John Lee Beatty – Mint két tojás - David Mitchell – Barnum - Timothy O'Brien, Tazeena Firth – Evita - Tony Walton – A Day in Hollywood / A Night in the Ukraine | - Theoni V. Aldredge – Barnum - Pierre Balmain – Happy New Year - Timothy O'Brien, Tazeena Firth – Evita - Raoul Pene Du Bois – Sugar Babies                                                                           |
| Legjobb látványtervezés | |
| - David Hersey – Evita - Beverly Emmons – A Day in Hollywood / A Night in the Ukraine - Craig Miller – Barnum - Dennis Parichy – Mint két tojás | |

### Különdíjak
- Lawrence Langner-életműdíj: Helen Hayes
- A legjobb körzeti színház: Actors Theatre of Louisville, Kentucky
- Mary Tyler Moore (Mégis, kinek az élete?)

## Előadott számok
- A Day in Hollywood / A Night in the Ukraine ("Doin' the Production Code")
- Barnum ("Come Follow the Band"/"There is a Sucker Born Ev'ry Minute" - Jim Dale)
- Evita ("A New Argentina" - Patti LuPone)
- Oklahoma ("People Will Say We're In Love" - Joel Higgins and Christine Andreas)
- Pán Péter  ("I'm Flying" - Sandy Duncan)
- Sugar Babies ("A McHugh Medley" - Ann Miller, Mickey Rooney)
- West Side Story ("America" - Debbie Allen)

## Műsorvezetők
A gálán az alábbi műsorvezetők működtek közre:
- Eve Arden
- Carol Channing
- Hume Cronyn
- Faye Dunaway
- Mia Farrow
- James Earl Jones
- Elia Kazan
- Richard Kiley
- James MacArthur
- Nancy Marchand
- Dudley Moore
- Anthony Perkins
- Gilda Radner
- Lynn Redgrave
- Tony Roberts
- Jessica Tandy
- Cicely Tyson
- Dick Van Dyke

## Fordítás
- Ez a szócikk részben vagy egészben  a(z)   34th Tony Awards című angol Wikipédia-szócikk fordításán alapul.  Az eredeti cikk szerkesztőit annak laptörténete sorolja fel. Ez a jelzés csupán a megfogalmazás eredetét és a szerzői jogokat jelzi, nem szolgál a cikkben szereplő információk forrásmegjelöléseként.